# Polonia (Wisconsin)
Polonia es un lugar designado por el censo ubicado en el condado de Portage en el estado estadounidense de Wisconsin. En el Censo de 2010 tenía una población de 526 habitantes y una densidad poblacional de 60,25 personas por km².

## Geografía
Polonia se encuentra ubicado en las coordenadas 44°34′50″N 89°24′38″O / 44.58056, -89.41056. Según la Oficina del Censo de los Estados Unidos, Polonia tiene una superficie total de 8.73 km², de la cual 8.65 km² corresponden a tierra firme y (0.89%) 0.08 km² es agua.

## Demografía
Según el censo de 2010, había 526 personas residiendo en Polonia. La densidad de población era de 60,25 hab./km². De los 526 habitantes, Polonia estaba compuesto por el 98.29% blancos, el 0% eran afroamericanos, el 0.38% eran amerindios, el 0% eran asiáticos, el 0% eran isleños del Pacífico, el 0.38% eran de otras razas y el 0.95% pertenecían a dos o más razas. Del total de la población el 0.95% eran hispanos o latinos de cualquier raza.